# Kovalivka, Ielaneț
Kovalivka (în ucraineană Ковалівка) este un sat în comuna Vozsiatske din raionul Ielaneț, regiunea Mîkolaiiv, Ucraina.

## Demografie
Componența lingvistică a localității Kovalivka
     Ucraineană (82,64%)
     Română (4,86%)
     Rusă (1,39%)
     Belarusă (1,39%)
Conform recensământului din 2001, majoritatea populației localității Kovalivka era vorbitoare de ucraineană (82,64%), existând în minoritate și vorbitori de armeană (9,03%), română (4,86%), rusă (1,39%) și belarusă (1,39%).